# Klaus Friedrich (Richter)
Klaus Friedrich (* 2. Februar 1921 in Königsberg; † 12. September 2005) war bis 1988 Richter am deutschen Bundessozialgericht.
Nach seiner Teilnahme am Zweiten Weltkrieg nahm Friedrich im Jahre 1946 das juristische Studium an der Universität Heidelberg auf. Das zweite juristische Staatsexamen legte er 1953 in Hannover ab. Anschließend war er zunächst bei der Landesversicherungsanstalt Hannover tätig, ehe er 1954 in den Richterdienst wechselte. Die erste Station seiner Richterlaufbahn war das Sozialgericht Lüneburg, im Jahre 1959 wechselte er an das Landessozialgericht Niedersachsen.
Im Juni 1971 wurde Friedrich zum Richter am Bundessozialgericht ernannt, dessen 2. Senat er, später als stellvertretender Vorsitzender, während der gesamten Zeit seiner Zugehörigkeit zu diesem Gericht angehörte.
Nach Erreichen der Altersgrenze trat Friedrich 1988 in den Ruhestand ein.